# Agustí Altimira i Codina
Agustí Altimira i Codina   (Barcelona, 1827 - Barcelona, 10 de març de 1882) fou un guitarrista, compositor i lutier català.

## Biografia
Agustí Altimira va néixer a Barcelona cap al 1827, fill del fuster i lutier Agustí Altimira Vallès i de la seva esposa, Marianna Codina Verges. Ambdós Agustí Altimira es van dedicar a la creació de guitarres. El pare, amb taller a la plaça de Sant Francesc de Barcelona, és sovint indicat com a guitarrer a les hemeroteques del seu temps, desapareixent d'elles vers el 1830.
El fill va tenir el taller al carrer d'Escudellers. Els seus violins són d'estil afrancesat, conseqüència de l'estreta col·laboració amb el mestre francès Etienne Maire Bretón. El bon acabat dels instruments i un vernís clar de gran transparència i qualitat són les característiques principals d'aquesta època. Les seves guitarres són també d'excel·lent manufactura i de rica ornamentació amb incrustacions de vori i carei, sovint autèntiques obres d'art.
Va morir sobtadament el març de 1882 al seu domicili del carrer d'Escudellers.